# Pseudotriophtydeus vegei
Pseudotriophtydeus vegei är en spindeldjursart som beskrevs av André 1980. Pseudotriophtydeus vegei ingår i släktet Pseudotriophtydeus, och familjen Meyerellidae. Arten är reproducerande i Sverige.